# Spyridium kalganense
Spyridium kalganense är en brakvedsväxtart som beskrevs av Friedrich Ludwig Diels. Spyridium kalganense ingår i släktet Spyridium och familjen brakvedsväxter. Inga underarter finns listade i Catalogue of Life.